# Robert J. Ryan Sr.

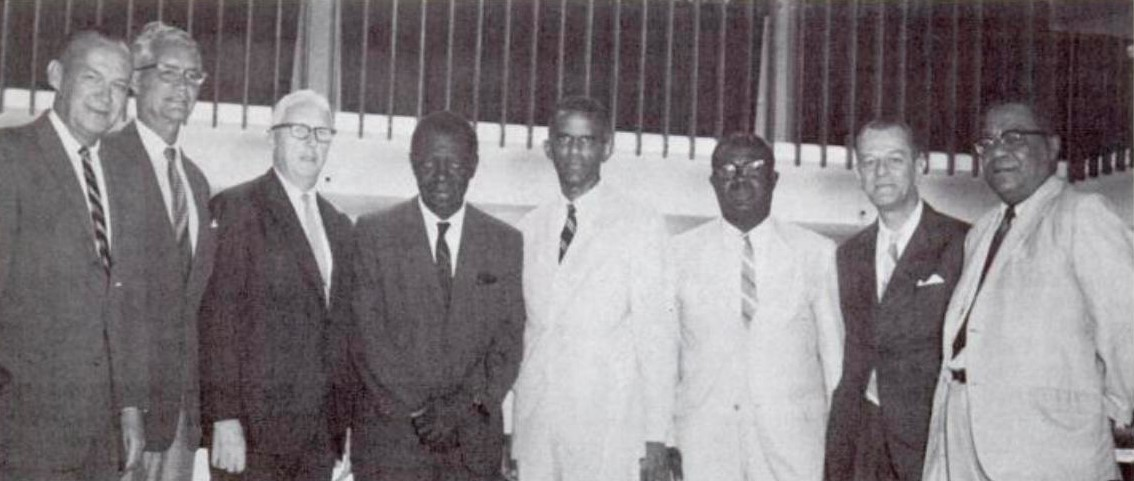
Robert J. Ryan Sr. (3. v. l.) mit weiteren US-amerikanischen Botschaftern (1967)

Robert Joseph Ryan Sr. (* 11. Juli 1914 in Hatfield, Massachusetts; † 17. September 2003 in Daytona Beach, Florida) war ein US-amerikanischer Diplomat.

## Leben
Robert J. Ryan Sr. besuchte öffentliche Schulen in seiner Geburtsstadt Hatfield. Er studierte zwei Jahre lang an der University of Massachusetts, gefolgt von einer Ausbildung an einer Handelsschule in Washington, D.C., die er mit einer Prüfung für den öffentlichen Dienst abschloss.
Ryan trat 1937 in den Dienst des Außenministeriums der Vereinigten Staaten. Bald darauf absolvierte er ein Studium der Rechtswissenschaft an der Katholischen Universität von Amerika. Er arbeitete im von Ruth Shipley geleiteten Passbüro, bis er ins Personalbüro versetzt wurde, wo er leitende Funktionen übernahm. Er wurde 1955 Direktor des Außenministeriums für den Nahen Osten, Südasien und Afrika. Von 1958 bis 1959 besuchte er das National War College.
Robert J. Ryan Sr. wirkte von 1959 bis 1964 als Botschaftsrat an der Botschaft der Vereinigten Staaten in Paris. Er war für Verwaltungsangelegenheiten sowie für die Missionen der Vereinigten Staaten bei der NATO, der OECD und der UNESCO zuständig. Ryan wurde 1964 als Nachfolger von Mercer Cook Botschafter der Vereinigten Staaten in Niger. In dieser Funktion löste ihn 1968 Samuel Clifford Adams Jr. ab. Zurück in den Vereinigten Staaten arbeitete Ryan zunächst ein knappes Jahr lang wieder im Außenministerium, bis er von 1969 bis 1977 als Direktor für Verwaltungsangelegenheiten für die Vereinten Nationen tätig war, für die er eine groß angelegte Evaluierung der internen Abläufe durchführte.
Ryan starb im Alter von 89 Jahren in Daytona Beach.